# اچ‌ام‌اس پنجابی
اچ‌ام‌اس پنجابی (به انگلیسی: HMS Punjabi) یک کشتی بود که طول آن ۳۷۷ فوت (۱۱۵ متر) بود. این کشتی در سال ۱۹۳۷ ساخته شد.